# Danuta Perka
Danuta Perka (dekliški priimek Wołosz), poljska atletinja, * 22. junij 1956, Korsze, Poljska.
Ni nastopila na poletnih olimpijskih igrah. Na evropskih dvoranskih prvenstvih je osvojila naslov prvakinje v teku na 60 m z ovirami leta 1979.